# Цукровик (Тернопіль)
«Цукровик» — футбольна команда з міста Тернопіль. Тренер — М. Турко.
У 1957 році виступала в 4-й зоні класу «Б» чемпіонату СРСР, посіла останнє — 15 місце. Дебютувала 18 квітня на міському стадіоні «Спартак» матчем з «Динамо» Таллінн. На 8-й хвилині півзахисник Володимир Ніколенков забив перший гол. Гості відігрались за 4 хв до кінця матчу.
Посередині сезону до команди приєдналися гравці з Дрогобича Володимир Аксьонов, Сербайло, Мороз, Никитенко, Александров, Сабаєв.
Провела 32 матчі: В. — 6, Н. — 6, П. — 16, м'ячі — 23:50.
У 1960 році її замінила команда «Авангард».